# 고래 관광

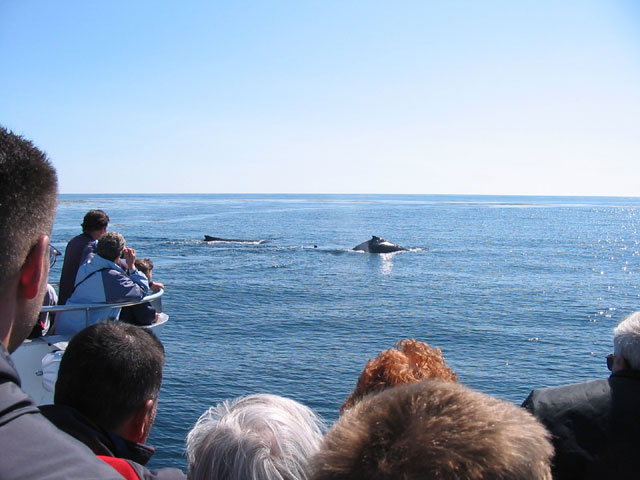
바하버, 메인 주에서 이루어지고 있는 고래 관광

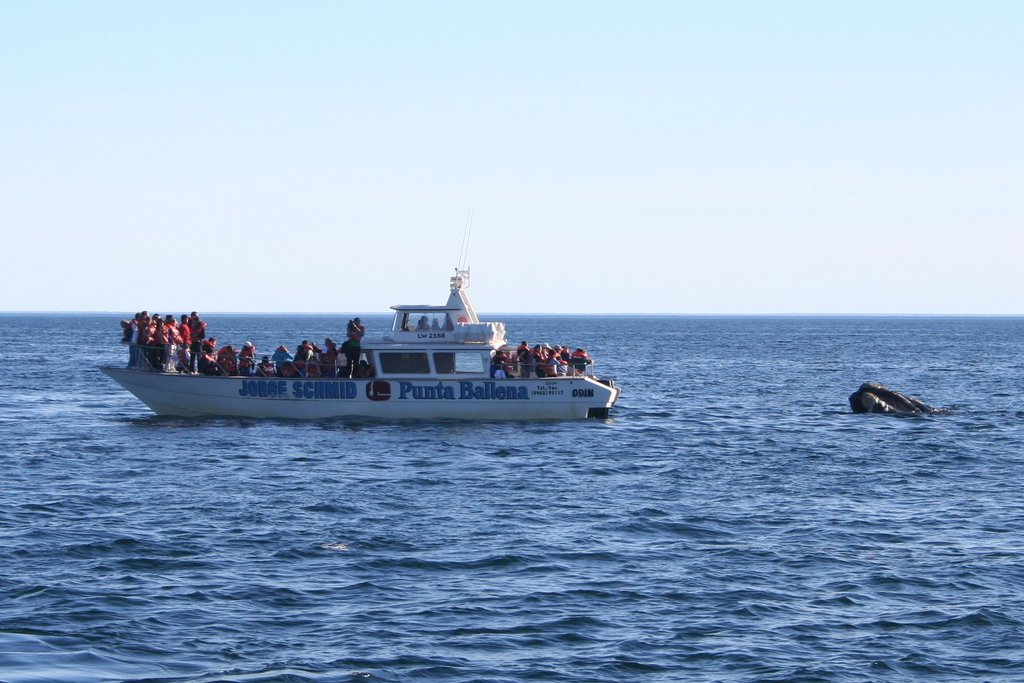
고래 관광, 발데스반도 (아르헨티나)

고래관광은 다양한 고래류를 자연상태에서 관찰하는 행위를 일컫는다. 보통은 조류관찰처럼 관광의 목적으로 이루어지지만, 연구나 교육의 목적으로 운영되는 경우도 있다. 주로 지역의 개인에 의해서 이루어지며, 전 세계에서 연간 10억 달러의 가치가 있는 것으로 평가된다. 고래관광의 규모가 증대되면서 고래잡이 업자들과 과연 이것이 자연자원을 가장 효율적으로 이용하는 방법인가에 대해 논의가 진행되고 있다.

## 규제
환경 운동가들은 일부 보트 소유자들의 부당하게 돈을 버는 속셈을 염려하면서 모든 고래 관광 영업주들이 고래 관광의 지역 규제에 기여할 것을 강경하게 강제하고 있다. (수많은 종과 개체수 때문에 국제적인 규제 표준은 존재하지 않는다.) 일반적인 규칙은 다음과 같다 (Whale and Dolphin Conservation Society):
- 보트 속도를 최대한 줄일 것
- 갑작스러운 보트 회전은 피할 것
- 소음을 최대한 줄일 것
- 고래를 뒤쫓거나 맴돌거나 고래 사이에 다가가지 말 것
- 깜짝 놀라지 않을 만한 각도에서 접근을 시도할 것
- 하루/특정한 시간에 운행하는 보트의 수를 최대한 줄일 것
- 돌고래에게 보우라이딩(bow-riding)를 강요하지 말 것
- 돌고래와 함께 수영하지 않게 할 것.